# Talmest
Talmest (en amazighe : ⵜⴰⵍⵎⵙⵜ تالمست) est une ville du sud du Maroc. Elle est située dans la région de Marrakech-Safi.